# Michael Drayton
Michael Drayton (født 1563, død 23. december 1631) var en engelsk digter.
Om hans liv vides der kun meget lidt; han var søn af jævne forældre, men blev opdraget i huset hos Sir Henry Goodere til Polesworth Hall. 1591 synes han at være kommet til London, hvor han 3 år senere udgav Ideas Mirror, en sonettesamling i den sædvanlige stil, dels rent litterære øvelser, dels bearbejdelser fra fr. og for en mindre del af mere personlig karakter; den elskede »Idea« synes at have været hans velgører Sir Henrys yngste datter Anna; en af disse Sonetter Since there's no help, Come let us kiss and part erklæres af D.G. Rossetti for at være "almost the best in the language if not quite." 1596 kom The Baron's War (ny udg. 1605), et langt og kedeligt digt i ottava rime om Rosekrigene. Hans vægtigste, men også uudholdeligste værk er Polyolbion (1613-22), en historisk topografisk skildring af England på ca. 16000 vers. Draytons bedste digte – og hans samtid kaldte ham the golden-mouthed - er, foruden enkelte af sonetterne, balladen The Battle of Agincourt, og de yndefulde eventyrdigte Nymphidia (1627). Idea er trykt i Arber's English Garner og hans »Værker« bl.a. i Chalmers' British Poets.